# Bruce J. Hawker
Bruce J. Hawker ist eine zwischen 1976 und 1996 erschienene frankobelgische Comicserie.

## Handlung
Als junger Kapitän der britischen Kriegsmarine gerät Bruce J. Hawker in den Hinterhalt der Spanier. Mit ein paar Getreuen kann er aus der Gefangenschaft fliehen. Obwohl sich seine Familie und seine Verlobte von ihm abgewandt haben, versucht er sich zu rehabilitieren.  

## Hintergrund
Nach Howard Flynn zeichnete William Vance seine zweite Seefahrerserie. André-Paul Duchâteau übernahm 1985 die Texte. Die Serie erschien zwischen 1976 und 1977 in Femme d’Aujourd’hui sowie 1979 in der belgischen und von 1979 bis 1991 in der französischen Ausgabe von Tintin. Die erste Episode wurde bei der erneuten Veröffentlichung stark verändert. Le Lombard gab die Alben und die Gesamtausgabe heraus. Die deutsche Ausgabe stammte von Carlsen und Kult, die zweibändige Gesamtausgabe von Splitter.

## Albenlange Geschichten
- Kurs auf Gibraltar (1976–1977)
- Die Orgie der Verdammten (1981–1982)
- Press Gang (1985)
- Das Puzzle (1986)
- Um Alles oder Nichts (1987)
- Der Henker der Nacht (1990–1991)
- Im Reich der Hölle (1996)